# ProgeCAD
progeCAD je software pro 2D a 3D projektování a konstruování (CAD). ProgeCAD obsahuje převážnou většinu funkcí AutoCADu a lze ho použít jako finančně příznivou alternativu za program AutoCAD. Jedná se o italský CAD software od společnosti ProgeSOFT postavený na jádru IntelliCAD 7. Program lze používat na Windows XP, Windows Vista, Windows 7, Windows 8, Windows 10 a Mac OS. 
ProgeCAD pracuje s formáty DWG AutoCAD 2016 (formát AutoCADu 2016) a starší až do verze 2.5. Program umožňuje 2D i 3D profesionální kreslení a tisk na papíry rozměrů A5 až A0. Je určen pro kreslení výkresů a vytváření projektů zejména ve stavebnictví, architektuře, strojírenství, elektro, designu apod. Program obsahuje všechny standardní funkce pro 2D a 3D projektování. Oproti AutoCADu neobsahuje ARX, ale využívá vlastní formát DRX C++ a obsahuje i funkce, které AutoCAD nemá, jako například konvertor z PDF do DWG, export do 3D PDF, parametrickou architektonickou nadstavbu EasyArch3D, vektorizici WinTopo (převod rastrových obrázků na DXF výkres), import a export do Google Earth nebo foto render.
Platforma progeCAD poskytuje API rozhraní jako je například: AutoLISP a VBA pro tvorbu nadstaveb třetích nezávislých stran.
Nativním formátem programu je DWG, dále podporuje DXF, DXB, DGN (nativní formát softwaru MicroStation), DWF, DWT, SAT (soubory ACIS těles) a téměř všechny formáty obrázků (např. BMP, PNG, GIF, JPG, ICO, TIFF, EMF, WMF, JPEG, ECV a další). 

## progeCAD pro školy
Pro školy je progeCAD k dispozici pro nekomerční použití zdarma u distributora pro ČR a SR.